# George Pal
George Pal, nome artístico de Györgi Pál Marczincsák (Cegléd, 1 de fevereiro de 1908 — Beverly Hills, 2 de maio de 1980), foi um diretor e produtor de cinema nascido na Hungria e naturalizado estadunidense.

## Biografia
Depois da Segunda Guerra Mundial se tornou um dos mestres do cinema de ficção científica, que na época era considerado em Hollywood um cinema menor.
Casado e pai de dois filhos, ele conquistou o mundo com filmes como A guerra dos mundos, As sete faces do Dr. Lao e A máquina do tempo.

## Filmografia
- The Great Rupert (1950) (produtor)
- Destination Moon (1950) (produtor) (Oscar de melhores efeitos especiais de 1950)
- When Worlds Collide (1951) (produtor) (Oscar de melhores efeitos especiais de 1951)
- The War of the Worlds (1953) (produtor) (Oscar de melhores efeitos especiais de 1953)
- Houdini (1953) (produtor)
- The Naked Jungle (com Charlton Heston)  (1954) (produtor)
- Conquest of Space (1955) (produtor)
- "tom thumb" (1958) (produtor-diretor) (Oscar de melhores efeitos especiais de 1958)
- The Time Machine (1960) (produtor–diretor & designer dos "Morlocks") (Oscar de melhores efeitos especiais de 1960)
- Atlantis, the Lost Continent (1961) (produtor–diretor)
- The Wonderful World of the Brothers Grimm (1962) (produtor–diretor)(Cinerama) (Oscar de melhores figurinos de 1962)
- 7 Faces of Dr. Lao (1964) (producer–diretor) (Oscar honorário de 1964 pela maquiagem - primeiro filme a receber esse prêmio)
- The Power (1968) (produtor)
- Doc Savage: The Man of Bronze (1975) (produtor).
- Hot Jasper (1979) (produtor).